# Monocapa
Una monocapa es una sola capa de átomos o moléculas estrechamente empaquetados. En algunos casos es referido también a una capa monomolecular autoensamblada.

## Historia
Las monocapas superficiales son conocidas desde la antigüedad, aunque hasta principios del siglo XX no se estudiaron en profundidad. Langmuir fue galardonado con el premio Nobel de Química en 1932 por sus estudios de la química de superficies, usando monocapas flotantes para aprender sobre la naturaleza de las fuerzas intermoleculares. Estos trabajos fueron posibles gracias a Katherine Blodgett, una ingeniosa investigadora que inventó un aparato para transferir las monocapas de ácidos grasos formadas en la superficie del agua sobre sustratos sólidos, abriendo de ese modo una importante línea de investigación con muchísimas aplicaciones.

## Química

### Monocapa de Langmuir
Una monocapa de Langmuir o monocapa insoluble es una capa de una molécula de espesor de un material orgánico insoluble que extiende sobre una subfase acuosa. Los compuestos tradicionales utilizados para preparar monocapas de Langmuir son materiales anfifílicos que poseen un grupo de cabeza hidrófilo y una cola hidrófoba. Desde la década de 1980 un gran número de otros materiales han sido empleados para producir monocapas de Langmuir, algunos de las cuales son semi-anfifílicos, incluyendo macromoléculas, tales como polímeros. Las monocapas de Langmuir son ampliamente estudiadas en la fabricación de películas de Langmuir-Blodgett (películas LB), que se forman por monocapas transferidas sobre un sustrato sólido. 

### Monocapa de Gibbs
Una monocapa de Gibbs o monocapa soluble es una monocapa formada por un compuesto que es soluble en una de las fases separadas por la interfaz en la que se forma la monocapa.

### Monocapa autoensamblada
Las monocapas o películas autoensambladas (SAM, del inglés self-assembled monolayer), son conjuntos moleculares formados espontáneamente en la superficie por adsorción (autoensamblaje molecular) y están organizados en más o menos grandes dominios ordenados.
En determinadas ocasiones la selección adecuada del sustrato y del precursor puede conducir a la adherencia directa de las moléculas disueltas sin que medie la evaporación del disolvente. Los autoensamblados son agregados moleculares que se forman espontáneamente al sumergir un sustrato en una disolución de surfactante. Se trata de un proceso de quimisorción exotérmico, el calor desprendido oscila entre los 150-200 kJ/mol.

#### Tipos de enlaces
Los enlaces pueden ser:
• Covalentes: como los que se originan entre compuestos derivados del silano y superficies de vidrio.
• Covalentes polares: como en el caso de alcanotioles sobre superficies de oro (S-Au).
• Iónicos: como en el caso de ácidos carboxílicos sobre superficies de plata (CO2--Ag+).

#### Estructuras de las SAMs

Figura 1. Representación esquemática de una estructura SAM

1. La cabeza, que es el lugar donde la molécula anfifílica se une al sustrato. Es la parte esencial de la molécula. Los grupos de cabeza son generalmente: -SH, -SR', - Si(OH)3 y -COOH. Es la parte que proporciona un proceso más exotérmico, es decir la quimisorción en la superficie del sustrato. La energía asociada viene a ser de unos 100-200 kJ/mol. Como resultado de esta interacción exotérmica las moléculas tratan de ocupar cada uno de los sitios que hay disponibles en la superficie del sustrato.
2. La cadena alifática o cola, que origina la aparición de fuerzas de van der Waals entre las cadenas produciendo así la organización de la monocapa. Este proceso también es exotérmico, su energía es menor (de aproximadamente 40 kJ/mol). Es evidente que con estas energías sería muy difícil que se produjera el autoensamblaje y, desde luego, es la quimisorción de la cabeza polar la que facilita este proceso. Cuando se introduce un grupo polar en la cadena, también existen interacciones electrostáticas que en algún caso son más importantes que la propia atracción entre cadenas.
3. El grupo terminal, que es el que proporciona la funcionalidad del SAM. Generalmente es un grupo metilo –CH3, pero se puede modificar una vez finalizada la formación de la monocapa. Los grupos metilos terminales se hallan desordenados a temperatura ambiente, mientras que los grupos hidroxilo (OH) están organizados. La energía asociada es del orden de 3 kJ/mol algo mayor que la energía que proporciona la agitación térmica a temperatura ambiente.
4. El sustrato, que es donde se anclan las moléculas de surfactante por quimiadsorción, debido a que es un proceso que se debe a una reacción química, el sustrato y el surfactante no pueden ser cualesquiera, ya que debe favorecer el fenómeno de autoensamblaje. Los sustratos que se utilizan son sustancias inorgánicas tales como Ag, Au, Cu, Ge, Pt, Si, AsGa, SiO2, entre otros. El oro es uno de los más utilizados.

## Propiedades

### Tiempo de formación
El tiempo de formación de monocapa o tiempo de monocapa es el tiempo requerido, en promedio, para que una superficie quede cubierta por un adsorbato, como el oxígeno adherido al aluminio fresco. Es el tiempo que tarda una superficie en cubrirse completamente con una sola capa de moléculas o átomos. Es un concepto común en estudios de adsorción, recubrimientos o crecimiento de películas delgadas. Cuando una sustancia (como un gas o un líquido) entra en contacto con una superficie, sus moléculas comienzan a pegarse a esa superficie. El tiempo de formación de monocapa mide cuánto tiempo tarda en formarse esa primera “capa completa” de moléculas que cubre toda la superficie, antes de que se formen capas adicionales. Si el adsorbato tiene un coeficiente de adhesión unitario, de modo que cada molécula que llega a la superficie se adhiere a él sin volver a evaporarse, entonces el tiempo de monocapa es, aproximadamente:
{\displaystyle t={\frac {3\times 10^{-4}\,\mathrm {Pa} \cdot \mathrm {s} }{P}}}
donde t es el tiempo y P la presión. Se tarda aproximadamente 1 segundo para cubrir una superficie a una presión de 300 μPa (2×10 −6 Torr).

### Fases de monocapa y ecuaciones de estado
Una monocapa de Langmuir se puede comprimir o expandir modificando su área con una barrera móvil en una balanza de película de Langmuir. Si se mide la tensión superficial de la interfaz durante la compresión, se obtiene una isoterma de compresión. Esta isoterma muestra la variación de la presión superficial ({\displaystyle \Pi =\gamma ^{o}-\gamma }, dónde {\displaystyle \gamma ^{o}} es la tensión superficial de la interfaz antes de que se forme la monocapa) con el área (la inversa de la concentración superficial {\displaystyle \Gamma ^{-1}}). Es análogo a un proceso 3D en el que la presión varía con el volumen.
Se pueden detectar diversas fases bidimensionales, cada una separada por una transición de fase. Durante la transición de fase, la presión de la superficie no cambia, pero el área sí, al igual que durante las transiciones de fase normales el volumen cambia pero la presión no. Las fases 2D, en orden creciente de presión:
- Gas bidimensional: hay pocas moléculas por unidad de área, y tienen pocas interacciones, por lo tanto, se pueden utilizar ecuaciones de estado análogas para gases 3D: ley de los gases ideales. {\displaystyle \Pi A=RT}, dónde {\displaystyle A} es el área por mol. A medida que aumenta la presión superficial, se necesitan ecuaciones más complejas (Van der Waals, etc)
- Líquido expandido
- Líquido comprimido
- Sólido

Si el área se reduce aún más una vez alcanzada la fase sólida, se produce el colapso, la monocapa se rompe y se forman agregados solubles y multicapas.
Las monocapas de Gibbs también siguen ecuaciones de estado, que pueden deducirse de la isoterma de Gibbs.
- Para soluciones muy diluidas {\displaystyle \gamma =\gamma _{o}-mC}, a través de la isoterma de Gibbs se llega a otra ley análoga de los gases ideales {\displaystyle \Pi =\Gamma RT}
- Para soluciones más concentradas y aplicando la isoterma de Langmuir {\displaystyle \Gamma =\Gamma _{\max }{\frac {C}{a+C}}}, de este modo {\displaystyle \Pi =\Gamma _{\max }RT\left(1+{\frac {C}{a}}\right)}

## Métodos de análisis
Una monocapa tiene solo una molécula/célula de espesor, lo cual es insignificante comparado con el espesor de la subfase acuosa. Por lo tanto, es muy difícil aplicar directamente los métodos de análisis actuales. Sin embargo, se han desarrollado varias técnicas para el análisis de monocapas:
| Método físico                                                                | Información obtenida                                                                                            |
| Isoterma de compresión                                                       | Termodinámica de superficies, áreas moleculares, transiciones de fase                                           |
| Viscosidad superficial                                                       | Viscoelasticidad                                                                                                |
| Elipsometría                                                                 | Constantes ópticas de la película, transiciones de fase                                                         |
| Microscopía de fluorescencia                                                 | Organización de dominios de especies marcadas, observación de dominios                                          |
| Microscopía de ángulo de Brewster                                            | Estructura de los microdominios y distribución de sus tamaños                                                   |
| Reflexión de rayos X                                                         | Orden molecular en el plano, orientación de las moléculas, transiciones de fase.                                |
| Generación de suma de frecuencias                                            | Orden conformacional de las cadenas                                                                             |
| Generación de segundo armónico                                               | Orden conformacional de las cadenas                                                                             |
| Espectroscopia infrarroja de reflexión-absorción modulada en fase (PM-IRRAS) | Conformación y orientación de la cadena, estructura secundaria de la proteína y orientación del grupo funcional |

## Biología
Las monocapas se encuentra con frecuencia en biología. Una micela es una monocapa y el lípido estructural de la bicapa lipídica de las membranas biológicas es técnicamente dos monocapas juntas.